# (88071) Taniguchijiro
(88071) Taniguchijiro ist ein Asteroid des äußeren Hauptgürtels, der am 4. November 2000 am japanischen Saji Observatory (IAU-Code 867) in Tottori entdeckt wurde.
Der mittlere Durchmesser des Asteroiden wurde mit 8,068 (±0,307) km berechnet.
Mittlere Sonnenentfernung (große Halbachse), Exzentrizität und Neigung der Bahnebene des Asteroiden ähneln den Bahndaten der Mitglieder der Cybele-Gruppe, einer Familie von Asteroiden jenseits der Hecuba-Lücke. Die Umlaufbahnen der Mitglieder stehen in 7:4-Resonanz zum Planeten Jupiter, wodurch sie stabilisiert werden. Die Gruppe wurde nach dem Asteroiden (65) Cybele benannt.
(88071) Taniguchijiro wurde nach dem in Tottori geborenen Mangaka Jirō Taniguchi benannt. Nach Beantragung im September 2011 erfolgte die Benennung am 7. Februar 2012. Grund für die Benennung war die Ernennung Jirō Taniguchis zum Chevalier des Arts et Lettres 2011.